# 旭川志峯高等學校
旭川志峯高等學校是位於日本北海道旭川市永山地區的私立高等學校。
該校棒球部自1990年代起成為北海道內的常勝軍，至今成為北北海道代表參加全國高等學校棒球錦標賽已累積超過十次。

## 歷史
學校的歷史可以追溯至1898年成立的「旭川裁縫專門學校」，1943年成為高等女學校後更名為「旭川共立高等女學校」，1948年配合日本的學制改革更名為「旭川共立女子高等學校」，1952年再更名為「旭川女子高等學校」；1964年與日本大學合作成為日本大學的準附屬學校，故更名為「旭川日本大學高等學校」，1968年由於經營學校的學校法人成立了北日本學院大學，因此配合更名為「北日本學院大學高等學校」，1970年又因為北日本學院大學更名為旭川大學，再次配合隨之更名為「旭川大學高等學校」，此後在1976年與日本大學解除合作關係。
2019年經營方與旭川市政府達成協議，旭川大學因而於2023年交由旭川市政府經營，改為市立大學；故本校為與旭川大學區分，同時更名為「旭川志峰高等學校」。